# Joan Maetsuycker

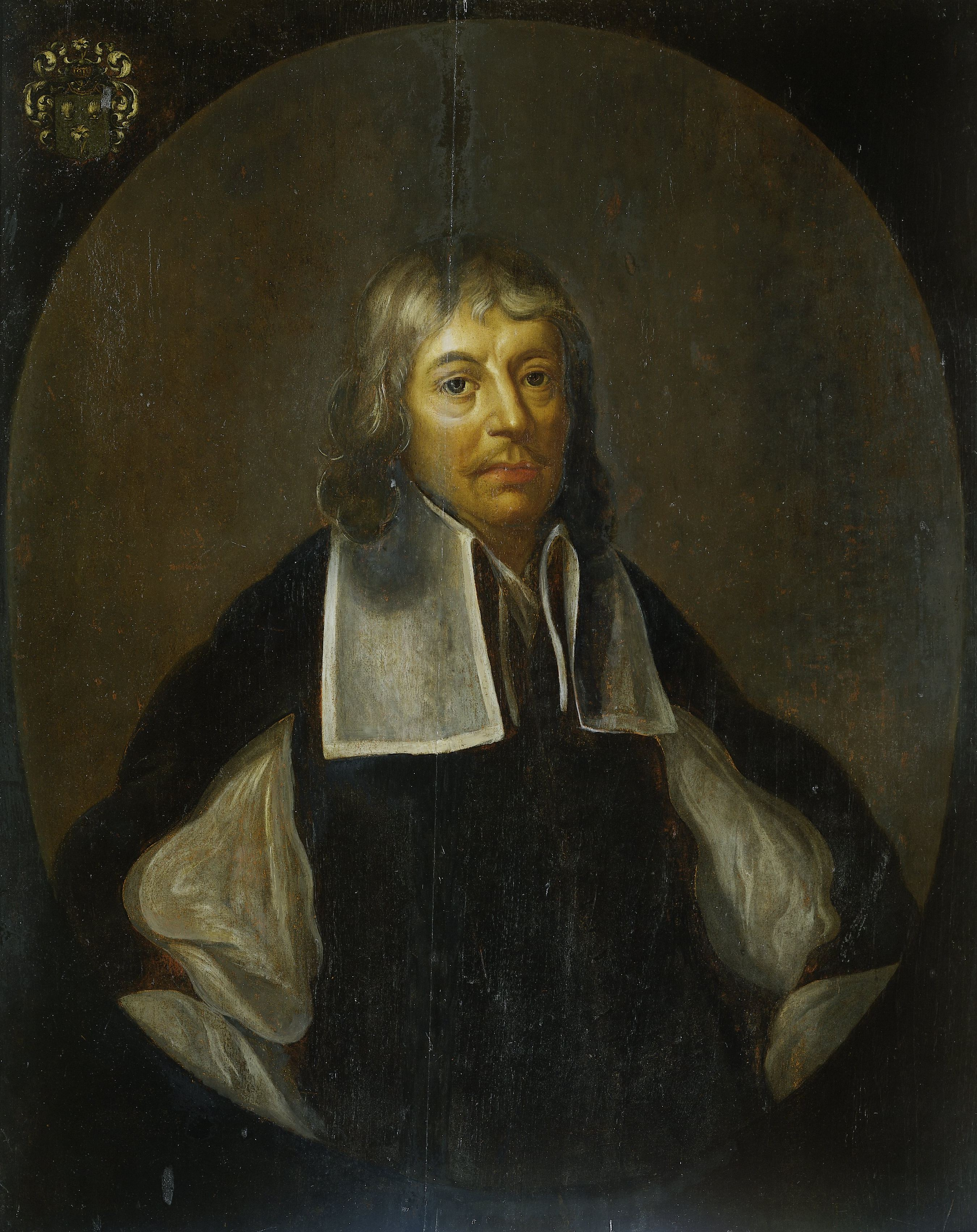
Joan Maetsuycker Generalgouverneur von Niederländisch-Ostindien,
ein Bild von Jacob Jansz. Coeman

Joan Maetsuycker (auch. Johan(n)) (* 14. Oktober 1606; † 25. Januar 1678 in Batavia) war von 1653 bis 1678 Generalgouverneur von Niederländisch-Indien.

## Wirken
Maetsuycker studierte in Leuven Jura. Er praktizierte dann in Den Haag, später in Amsterdam. 1636 ging er dann nach Ostindien. 1644 wurde er nach Goa geschickt, wo er mit den Portugiesen eine Waffenstillstand aushandelte. Er war ab 1646 Gouverneur von Ceylon (heute Sri Lanka) und wurde 1653 Generalgouverneur von Niederländisch-Indien. Er hatte diesen Posten 25 Jahre inne, länger als jeder andere. In seine Zeit fiel die Eroberung von Makassar, die Besetzung der Westküste von Sumatra und die erste Expedition ins Innere von Java. Der bekannte Biologe Georg Eberhard Rumpf wurde 1670 sein Sekretär, nachdem der Gouverneur ihn wegen seiner Blindheit (Grauer Star) entlassen hatte. Zwischen den Jahren 1671 bis 1678 arbeitete Maetsuycker, intensiv mit Pieter de Graeff, Bewindhebber der VOC in Amsterdam, zusammen.
In zweiter Ehe heiratete er am 20. August 1664 die reiche, junge Witwe Elisabeth Abbema. Beide Ehen blieben kinderlos.